# 徐雷健
徐雷健（1919年—1998年），曾用名徐德俊、雷健，男，山东郓城人，中华人民共和国政治人物，曾任山东省革命委员会副主任，山东省人民政府副省长，山东省人大常委会副主任，第七届全国人大代表。